# Тахтала
Тахтала́ (тат. Такталы) — деревня в Аксубаевском районе Республики Татарстан.
Относится к Старотатарско-Адамскому сельскому поселению.

## География
Деревня расположена в Западном Закамье на реке Адам-Су, в 3 км к юго-востоку от центра поселения, села Старый Татарский Адам и в 14 км к северо-западу от районного центра, посёлка городского типа Аксубаево.

## Население
| 1782 | 1859 | 1897 | 1908 | 1920 | 1926 | 1938 | 1949 | 1958 | 1970 | 1979 | 1989 | 2002 | 2010 | 2015 |
| ---- | ---- | ---- | ---- | ---- | ---- | ---- | ---- | ---- | ---- | ---- | ---- | ---- | ---- | ---- |
| 125  | 913  | 1578 | 1896 | 1964 | 1291 | 922  | 903  | 744  | 697  | 621  | 337  | 375  | 335  | 308  |

Национальный состав
Согласно результатам переписи 2002 года, в национальной структуре населения деревни татары составляли 100%.

### Комментарии
1. ↑  Расстояние измерено с помощью инструментария Яндекс.Карты
2. ↑  душ мужского пола